# Asterix e il Regno degli dei
Asterix e il Regno degli dei (Le Domaine des dieux) è la diciassettesima storia a fumetti della serie Asterix, creata da René Goscinny (sceneggiatura) e Albert Uderzo (disegni). La sua prima pubblicazione in volume in lingua originale risale al 1971.

## Trama
Giulio Cesare, non riuscendo ad avere la meglio con la forza sugli irriducibili Galli armoricani, decide di costruire una città romana intorno al loro villaggio, per costringerli ad assorbirsi agli usi e ai costumi di Roma. Incarica del progetto il giovane e talentuoso architetto Angolacutus: questi si incarica di costruire il primo dei numerosi palazzi destinati a soppiantare le selvagge foreste galliche, un complesso residenziale di villeggiatura chiamato "Il Regno degli dei".
Dopo diversi scontri con gli autoctoni, in primis Asterix, Obelix e Idefix, Angolacutus riesce infine a costruire il suo edificio, anche grazie al druido Panoramix che, commosso dalla sorte degli schiavi costretti a lavorare al cantiere, persuade i suoi compagni a non ostacolare oltre i lavori. Anche grazie a una massiccia campagna pubblicitaria ante litteram, i primi inquilini iniziano così a giungere al Regno degli dei.
La presenza dei Romani e dei loro sesterzi inizia però ben presto ad incrinare il tessuto sociale del villaggio di Asterix, così come l'equilibrio naturale della foresta. Convinti a ragione che il tutto faccia parte di un astuto piano di Cesare ai loro danni, Asterix e Panoramix decidono allora di intervenire. Per prima cosa, insediano il bardo Assurancetourix nel palazzo, e questi, con le sue terrificanti abilità canore, costringe immediatamente alla fuga tutti i condomini.
Angolacutus corre allora ai ripari, sfrattando il gallo e rimpiazzando gli inquilini fuggiti con i legionari del campo fortificato di Aquarium. Alla notizia che i Romani hanno cacciato uno di loro, però, gli abitanti del villaggio reagiscono indignati e, dimenticate le beghe, si uniscono per rendere loro la pariglia. Nella immancabile scazzottata che segue il palazzo crolla, i soldati fuggono e un malconcio Angolacutus si convince ad abbandonare per sempre il progetto. Il classico banchetto finale che conclude la storia, che stavolta si svolge sulle rovine dell'effimero Regno degli dei, sancisce l'ennesima vittoria dei Galli su Roma e "sul tempo che passa, inesorabilmente".

## Personaggi principali
I personaggi presenti nella storia più rilevanti ai fini della trama sono:
- Asterix: come sempre in prima fila nell'opporsi ai Romani e alle loro pretese di civilizzazione
- Obelix: anch'egli sempre pronto a combattere i Romani, su richiesta di Asterix si esibisce nella convincente interpretazione di un pazzo furioso per spaventare una coppia di inquilini del palazzo[3]
- Panoramix: per una volta la sua saggia acutezza perde qualche colpo, tanto che non si rende conto del piano nascosto dietro la costruzione del Regno degli dei. Nel corso dell'avventura sfodera un'altra delle sue stupefacenti trovate: delle ghiande trattate magicamente che crescono in alberi a super-velocità
- Idefix: il cagnolino è uno dei principali osteggiatori del progetto di Angolacutus: d'altronde è noto come sia un convinto "ecologista", che soffre quando vede abbattere gli alberi
- Assurancetourix: come in altri albi, si dimostra un'inconsapevole "arma in più" del villaggio, costringendo i Romani a fuggire dal palazzo con le sue terrificanti esibizioni canore
- Angolacutus (Anglaigus)[4]: valente architetto romano, è il progettista del Regno degli dei. La sua notevole tenacia, che non lo fa dare per vinto malgrado le botte e le diavolerie dei Galli, gli permette in un primo momento di spuntarla. Alla fine capitola e decide di dedicarsi alla costruzione di Piramidi in Egitto: un lavoro riposante "in pieno deserto, con affittuari tranquilli"
- Plusquamursus (Oursenplus): centurione romano del campo di Aquarium, presta il suo aiuto ad Angolacutus, pur se non del tutto convinto dai suoi piani. Si trova a dover fronteggiare prima una rivolta di schiavi e poi gli scioperi dei suoi legionari

## Riferimenti storici
L'albo presenta una delle innumerevoli avventure "casalinghe" di Asterix, che mette in luce le dinamiche interne al villaggio e le attitudini dei suoi abitanti, questa volta chiamati a confrontarsi con un'invasione pacifica da parte dei Romani, che finisce per scompaginarne i normali rapporti sociali. Nella storia sono presenti riferimenti alla società contemporanea: la massiccia campagna pubblicitaria voluta da Cesare per promuovere il Regno degli dei parodia il mondo moderno, con tanto di volantini e giochi a premio dedicati. Anche in questa storia vengono parodiati stereotipi della modernità come circhi-parcheggio, parodia dei cinema drive-in, e i "bazar-tabernae in cui si trova di tutto", in riferimento ai centri commerciali, costruiti da Angolacutus. Sono poi presenti alcune battute che hanno riferimenti storici: nel presentare Angolacutus Cesare dichiara come questi sia autore di numerose insulae, "alcune delle quali non sono crollate"; è notorio infatti come le costruzioni popolari nel mondo romano fossero insicure e soggette a frequenti crolli, come riferito ad esempio dai poeti satirici Giovenale e Marziale. Sullo stesso piano, nelle prime tavole Cesare nell'illustrare ai suoi consiglieri la situazione del villaggio gallico fa riferimento alle sue passate imprese parlando di sé stesso in terza persona, cosa che genera confusione e ammirazione nel più giovane dei presenti, a cui un altro personaggio spiega che Cesare "parla sempre di sé in terza persona"; questo è ovviamente un richiamo al De bello gallico, scritto dallo stesso Cesare e narrato appunto tutto in terza persona, malgrado racconti vicende in gran parte autobiografiche. Infine, da notare il personaggio dell'annunciatore del Circo Massimo (tavola 27), caricatura del presentatore televisivo francese Guy Lux chiamato infatti "Guilus".

## Storia editoriale
In Francia la storia fu serializzata inizialmente all'interno della rivista Pilote in cui apparve a puntate dal numero 591 (4 marzo 1971) al 612 (29 luglio 1971); in seguito è stata pubblicata in albo cartonato nel 1971 dall'editore Dargaud.
Attualmente l'albo viene ristampato dalla casa editrice Hachette Livre, che nel dicembre 2008 acquisì da Uderzo e da Anna Goscinny (figlia dello scomparso René) tutti i diritti sulle pubblicazioni di Asterix.

### Edizioni estere

#### Italia
In Italia l'albo è edito, come gli altri della serie, da Mondadori; la prima edizione italiana risale all'aprile 1972 per la traduzione di Luciana Marconcini. La Mondadori ha ristampato l'albo più volte nel corso degli anni; l'ultima edizione, condotta su quella francese di Hachette Livre, è della fine del 2011 e rispetto alle precedenti presenta, pur mantenendo invariata la traduzione, una copertina diversa, un nuovo lettering e una colorazione rinnovata; è inoltre caratterizzata dall'avere la sagoma di Asterix stampata in rosso sulla costa. La storia è stata pubblicata a puntate anche all'interno della rivista Il Giornalino (Edizioni San Paolo), nella quale fece la sua prima apparizione nel 1977 venendovi poi ristampata periodicamente. Tale edizione è basata su quella Mondadori e presenta la stessa traduzione di Luciana Marconcini, sebbene il titolo della storia vi sia stato modificato in La residenza degli dei.

## In altre lingue
Il titolo originale dell'albo, Le Domaine des dieux, è stato tradotto come segue in alcune delle principali lingue in cui il fumetto è edito; vengono inoltre indicate la casa editrice e l'anno di prima pubblicazione:
- catalano:La residència dels déus - Salvat editores,  Spagna
- ceco: Sídliště bohů - Egmont ČR,  Rep. Ceca, 2002
- finlandese: Jumaltenrannan nousu ja tuho - Egmont Kustanus Oy,  Finlandia, 1972
- inglese: The Mansions of the God - Orion,  Regno Unito, 1973
- olandese: De Romeinse lusthof - Hachette Livre,  Paesi Bassi, 1973
- polacco: Osiedle bogów - Egmont Poland Ltd,  Polonia, 1994
- portoghese: O domínio dos deuses - Edições ASA,  Portogallo
- spagnolo: La residencia de los dioses - Salvat editores,  Spagna, 1972
- svedese: Gudarnas hemvist - Egmont Kärnan AB,  Svezia, 1975
- tedesco: Die Trabantenstadt - Egmont Ehapa Verlag,  Germania, 1974

## Altri media
Nel 2013 è stata annunciata la produzione dell'omonimo film in CGI tratto dall'albo, e per l'appunto intitolato (in Francia) Astérix: Le Domaine des dieux. Sceneggiato e diretto dal regista Alexandre Astier e finanziato principalmente dalla rete televisiva francese M6, è uscito il 26 novembre 2014 in Francia e il 15 gennaio 2015 in Italia.